# Карабулак (городская администрация Жезказгана)
Карабулак (каз. Қарабұлақ) — упразднённое село в Карагандинской области Казахстана. Находилось в подчинении городской администрации Жезказгана. Входило в состав Сарыкенгирского сельского округа. Код КАТО — 351845129. Ликвидировано в 2010 г.

## Население
В 1999 году население села составляло 41 человек (17 мужчин и 24 женщины). По данным переписи 2009 года, в селе проживало 36 человек (24 мужчины и 12 женщин).